# بلده اللبن
بلدة اللبن (به عربی: بلدة اللبن) یک منطقهٔ مسکونی در اردن است که در استان عمان واقع شده‌است.